# 松江・宍道湖殺人事件
『松江・宍道湖殺人事件』（まつえ・しんじこさつじんじけん）は、1990年にテレビ朝日系「土曜ワイド劇場」で放送されたテレビドラマ。主演は山下真司。視聴率は15.1%。

## キャスト
- 山下真司、山本みどり、七瀬なつみ、遠藤征慈、白川和子、勝部演之、米山善吉、立石涼子、石井富子、水城蘭子、立川三貴、井川比佐志、吉岡圭二、西村譲、小川隆市、秋間登、山口純平、湯原貴氏、宋英徳、中田譲治、野口寛、東幸枝、大平英輝、富丞邑、佐々森勇二、藤岡好美、ステファニー、宇田愛、浅田美代子

## スタッフ
- 原作 - 広山義慶『松江宍道湖殺人事件』
- 脚本 - 岡本克己
- 監督 - 黒沢直輔
- 音楽 - 大野克夫
- プロデューサー - 小野耕人、大井素宏
- 制作 - テレビ朝日、東映